# Eisenbahnunfall bei Warrington

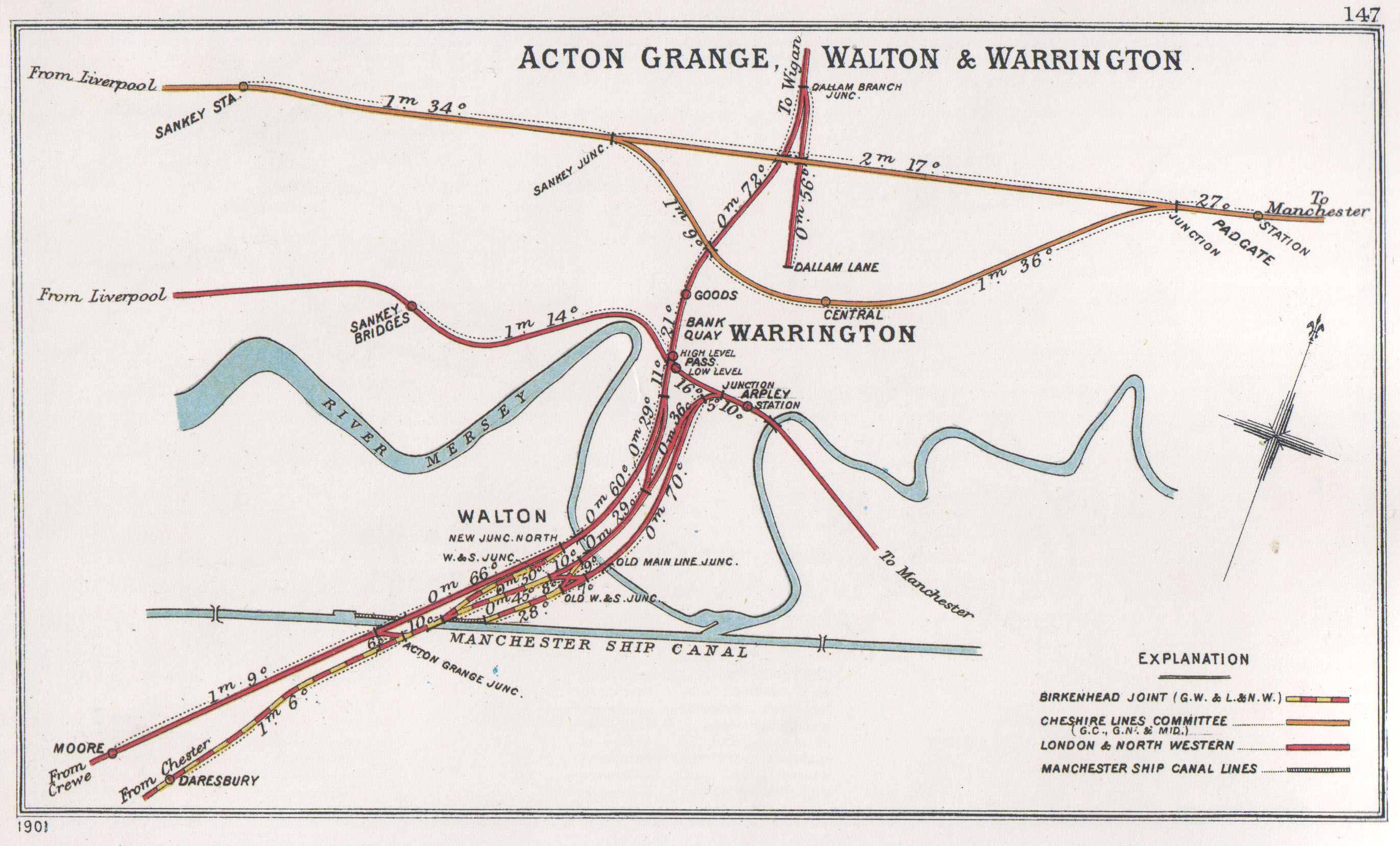
Karte des Railway Clearing House für Walton Junction von 1901 – gegenüber dem Unfallzeitpunkt wurde die Abzweigstelle 1890 erheblich umgebaut.

Der Eisenbahnunfall bei Warrington war ein Auffahrunfall, der sich am 29. Juni 1867 an der Walton Junction südlich von Warrington, Cheshire, ereignete, weil die dort verwendete Sicherung gegen solche Eisenbahnunfälle nicht mehr dem Stand der Technik entsprach. Entgegen Empfehlungen, die aus vorangegangenen Unfällen resultierten, war hier immer noch keine Signalabhängigkeit der Weichen von den Signalen installiert. 8 Menschen starben.

## Ausgangslage
Walton Junction war eine Betriebsstelle südlich des Bahnhofs Warrington Bank Quay der London and North Western Railway (LNWR). An der Betriebsstelle Walton Junction zweigte die Strecke der Birkenhead, Lancashire and Cheshire Junction Railway (BL&CJR) nach Chester ab. 150 Meter weiter zweigte von dieser eine Strecke der Warrington and Stockton Railway ab. Um diese komplexe betriebliche Situation abzusichern, hatten die drei Bahngesellschaften hier 1856 Formsignale errichtet, die von einem benachbarten Stellwerk gemeinsam bedient wurden. Weichen und Signale wurden allerdings unabhängig voneinander gestellt und wiesen keine gegenseitige Abhängigkeit auf.
Ein Güterzug nach London sollte von einem Personenzug in gleicher Richtung in Warrington überholt werden. Der Güterzug bestand aus einer Dampflokomotive gefolgt von einem Schlepptender, 36 beladenen Kohlewagen und einem abschließenden Bremswagen. Der Personenzug der LNWR bestand aus einer Lokomotive, welcher ein Schlepptender, ein Bremswagen, ein kombinierter Gepäck- und dritter Klasse-Wagen, ein Personenwagen dritter Klasse, ein Güterwagen, der Fisch geladen hatte, ein Gepäckwagen, zwei weiteren Wagen dritter Klasse, zwei gedeckte Güterwagen, die Pferde geladen hatten, ein Wagen erster Klasse, ein Wagen zweiter Klasse und abschließend ein weiterer Bremswagen folgten. Dieser Zug kam von Liverpool Lime Street, sollte nach London Euston fahren, war mit etwa 300 Reisenden unterwegs und hatte etwas Verspätung. Der Fahrdienstleiter in Warrington entschied daher, den Kohlezug vorausfahren zu lassen. Um 11:25 Uhr erteilte er ihm den Abfahrauftrag mit der Maßgabe, in Walton Junction aus der Strecke nach London herauszufahren und den Personenzug vorbei zu lassen. Fahrplanmäßig hätte der Personenzug in Warrington um 11:21 Uhr ankommen und um 11:30 Uhr wieder abfahren sollen. Er kam jedoch erst um 11:32 Uhr an. Das Stellwerk in Walton Junction war von dem Vorgehen unterrichtet und leitete den Güterzug auf die abzweigende Strecke der Birkenhead, Lancashire and Cheshire Railway, wo der Güterzug hielt, um die Vorbeifahrt der Personenzugs abzuwarten. Dieser verließ um 11:35 den Bahnhof Warrington Bank Quay.

## Unfallhergang
Als der Personenzug auf Walton Junction zu fuhr, zeigte das Vorsignal „Halt erwarten“. Durch Pfeifsignal machte der Lokomotivführer das Stellwerk auf sich und die beabsichtigte Weiterfahrt Richtung London aufmerksam. Das Stellwerk signalisierte ihm daraufhin sofort Fahrt. Deshalb fuhr der Personenzug ohne zu bremsen mit einer Geschwindigkeit von etwa 30 km/h weiter. Das Stellwerk hatte zwar in Richtung London die Fahrt freigegeben, aber vergessen, hinter dem Güterzug die Verbindungsweiche zum Gleis der BL&CJR zurückzustellen. Der Personenzug wurde so ebenfalls auf das Gleis der BL&CJR gelenkt. Erst etwa 15 Meter vor dem haltenden Kohlezug bemerkte ihn der Lokomotivführer des Personenzugs. Ihm blieb nur noch Zeit, den Dampf von der Maschine zu nehmen, als es auch schon zur Kollision kam. Die auffahrende Lokomotive und ihr Schlepptender entgleisten, ebenso die vier folgenden Wagen, von denen einige dabei schwer beschädigt wurden. Der Bremswagen am Schluss des Güterzuges wurde vollständig zertrümmert – wobei der darin arbeitende Bremser den Unfall völlig unverletzt überlebte. Fünf der Kohlewagen am Ende des Zuges wurden – zum Teil schwer – beschädigt.

## Folgen
8 Menschen starben, fünf davon unmittelbar bei dem Unfall, drei erlagen ihren Verletzungen später. 70 Menschen wurden darüber hinaus verletzt, darunter der Lokomotivführer, der Heizer und ein Schaffner des auffahrenden Personenzuges.
Sowohl vom Coroner als auch im späteren Strafverfahren wurde der Mitarbeiter im Stellwerk für schuldig befunden, den Unfall verursacht zu haben. Er wurde noch im Juli 1867 wegen fahrlässiger Tötung verurteilt.
Die eindeutige Empfehlung des Unfallberichtes lautete, die Signalabhängigkeit im Eisenbahnnetz Großbritanniens flächendeckend bei derartigen betrieblichen Gefahrenstellen einzuführen. Hervorgehoben wurde darin, dass sich am 1. Januar 1862 an derselben Stelle ein ähnlicher Unfall zwischen zwei Güterzügen ereignet hatte, bei dem ein Mensch starb und zwei weitere verletzt wurden. In dem Unfallbericht zu diesem ersten Unfall war bereits empfohlen worden, diese Abzweigstelle mit signalabhängigen Weichen zu sichern, eine Empfehlung, die aber ignoriert worden war.